# Ян Коллер
Ян Ко́ллер (чеськ. Jan Koller; нар. 30 березня 1973, с. Сметанова Льгота, Чехословаччина) — чеський футболіст, нападник. Гравець національної збірної Чехії (1999–2009). Відомий своїм високим зростом, однаково потужно б'є по м'ячу як ногами, так і головою. Найкращий бомбардир в історії збірної Чехії.

## Кар'єра в збірній
Виступав за збірну Чехії з 1999 по 2009 рік, зіграв у 90 матчах і став найкращим бомбардиром в історії національної команди, забивши 55 м'ячів. Коллер забив дебютний для Чехії гол на чемпіонатах світу в 2006 році в матчі проти США, який закінчився перемогою чехів з рахунком 3:0.
В квітні 2008 року повідомив про завершення кар'єри в національній команді після виступу на Євро-2008. На цьому турнірі Коллер зіграв у всіх трьох матчах групового етапу і забив один гол, відкривши рахунок ударом головою в останньому і вирішальному матчі проти збірної Туреччини, який завершився невтішно для Чехії — 2:3. У 2009 році провів ще один матч за збірну Чехії.

## Досягнення
Командні
- Чемпіон Чехії: 1994/95
- Володар Кубка Чехії: 1995/96
- Чемпіон Бельгії: 1999/2000, 2000/01
- Володар Суперкубка Бельгії: 2000
- Володар Кубка бельгійської ліги: 1999/2000
- Чемпіон Німеччини: 2001/02
- Фіналіст Кубка УЄФА: 2001/02

Особисті
- Найкращий бомбардир в історії збірної Чехії — 55 голів
- Найкращий бомбардир чемпіонату Бельгії сезону 1998/99
- Бельгійський «Золотий бутс» (як найкращому футболісту) 2000
- Футболіст року в Чехії (1999)